# Georges Niang
Georges Niang (ur. 17 czerwca 1993 w Lawrence) – amerykański koszykarz, występujący na pozycji skrzydłowego, obecnie zawodnik Cleveland Cavaliers.
14 lipca 2017 został zwolniony przez zespół Indiany Pacers. 16 września podpisał częściowo gwarantowaną, roczną umowę z Golden State Warriors. Cały okres umowy z klubem spędził w zespole G-League – Santa Cruz Warriors.
11 stycznia 2018 dołączył do składu Utah Jazz. 6 sierpnia 2021 został zawodnikiem Philadelphia 76ers. 6 lipca 2023 zawarł umowę z Cleveland Cavaliers.

## Osiągnięcia
Stan na 18 września 2023, na podstawie, o ile nie zaznaczono inaczej.
NCAA
- Uczestnik rozgrywek:
  - Sweet Sixteen turnieju NCAA (2014, 2016)
  - rundy 32 turnieju NCAA (2013, 2014, 2016)
  - turnieju NCAA (2013–2016)
- Mistrz turnieju konferencji Big 12 (2014, 2015)
- Zawodnik Roku Big 12 (2015 według CollegeHoopsDaily.com)
- MVP turnieju Big 12 (2015)[8]
- Laureat nagród:
  - Karl Malone Award (2016)[9]
  - ISU Scholar-Athlete (2016)
  - ISU All-Around Award (2016)
- Zaliczony do:
  - I składu:
    - Big 12 (2015, 2016)
    - debiutantów Big 12 (2013)
    - turnieju:
      - Big 12 (2014–2016)
      - Diamond Head Classic (2014)
      - CBE Classic (2015)

  - II składu:
    - All-American (2016)
    - Academic All-Big 12 (2015)

  - III składu:
    - All-American (2015 przez AP, NABC)
    - Big 12 (2014)

  - Big 12 Commissioner's Honor Roll (2014, 2015)

Indywidualne
- Zaliczony do I składu G-League (2018)[10]